# П-Макс (РЭБ)
П-Макс — российское семейство средств радиоэлектронной борьбы (РЭБ), особенностью которых является заложенный модульный принцип построения и масштабируемость стационарного исполнения.

## Назначение
Предназначено для постановки помех в диапазонах, наиболее часто используемых для управления, навигации и получения информации различными типами БПЛА с возможностью активации или наведения по целеуказаниям от НРЛС «Репейник».

## История создания
В начале 2025 года началась разработка семейства комплексов РЭБ — «П-Макс».
На мирные гражданские объекты и объекты критической инфраструктуры регулярно совершаются атаки БпЛА (дронов-камикадзе). Данные БпЛА управляются каналами управления с различными частотами.
Учитывая, что противник со временем меняет частоты управления атакующими БпЛА, при разработке средства РЭБ «П-Макс» группой инженеров был заложен модульный принцип, который позволяет масштабировать систему с минимальными затратами, отказавшись от замены всего средства РЭБ при модернизации.
Особенности модульного средства РЭБ «П-Макс» заключаются в широкополосности и возможности масштабирования, путем дополнения новых модулей, а не смены всего устройства при модернизации. Например, анализ останков БпЛА противника, после одного из налетов на предприятие ТЭК, показал, что противник чередует применение диапазонов LTE. Оперативный выпуск модуля LTE, позволил расширить основные полосы подавления 300, 400, 500, 600, 700, 900, 1100, 1200, 1500, 2100, 2400, 2600, 3300, 4900, 5200, 5500, 5800 МГц новыми полосами.
В мае 2025 года были завершены необходимые испытания и налаживается серийный выпуск, а уже в июле 2025 года в рамках форума ОНФ «Все для Победы!» Президент Российской Федерации В. В. Путин ознакомился с достижениями ОПК, включая серийный образец средства РЭБ нового поколения «П-Макс».

## Классификация БпЛА по типу частот и управления
1 класс. Типичные частотные диапазоны 2,4 / 5,2 / 5,8 ГГц.
Коммерческие БпЛА, включая DJI Mavic/T30/M30.
2 класс. Типичные частотные диапазоны 700 / 800 / 900 / 3300 МГц.
Самодельные БпЛА, включая FPV-дроны-камикадзе.
3 класс. Типичные частотные диапазоны 1,2 / 1,5 ГГц.
Средние и тяжёлые БпЛА-камикадзе, летящие по заранее заложенному полетному заданию и корректируемые по спутниковой навигации.

## Исполнения

### Мобильная турель РЭБ П-Макс-8-АТ
Противодействие с автонаведением 1 и 2 классам БпЛА на оперативно заданных участках.
Состоит из одного модуля и применяется на турели с системой наведения по целеуказаниям от НРЛС «Репейник». Разработано взамен устаревшей турели РЭБ «Пероед».
Основные полосы подавления 700, 900, 1200, 1500, 2400, 3300, 5200, 5800 МГц.

#### Тактико-технические характеристики турели РЭБ «П-Макс-8-АТ»
| Наименование параметра                            | Величина      |
| ------------------------------------------------- | ------------- |
| Классы подавляемых БпЛА                           | 1, 2          |
| Дальность подавления, м                           | 0 — 2000      |
| Сектор излучения по азимуту и по углу места, град | 60            |
| Скорость панорамирования, град/сек                | 35            |
| Сектор вращения, град                             | 360           |
| Угол наклона, град                                | от −45 до +45 |
| Точность поворота, град                           | 0,1           |
| Напряжение питания, В                             | 220           |
| Потребляемая мощность, Вт                         | не более 1800 |
| Защита от внешних факторов                        | IP65          |
| Диапазон рабочих температур, градусов Цельсия     | от −15 до +40 |
| Габаритные размеры корпуса (Д×Ш×В), мм            | 800×390×300   |
| Масса изделия, кг                                 | 46,3          |

### Переносное средство РЭБ «П-Макс-17»
Широкополосное противодействие 1, 2 и 3 классам БпЛА на оперативно заданных участках.
Состоит из трех модулей, размещаемых на переносной конструкции или стенах строений.

#### Тактико-технические характеристики средства РЭБ «П-Макс-17»
| Наименование параметра                            | Величина      |
| ------------------------------------------------- | ------------- |
| Дальность подавления, м                           | 0 — 2000      |
| Сектор излучения по азимуту и по углу места, град | 60            |
| Напряжение питания, В                             | 220           |
| Потребляемая мощность, Вт                         | 4000          |
| Степень защиты                                    | IP65          |
| Диапазон рабочих температур, °С                   | от −15 до +40 |

### Стационарное средство РЭБ «П-Макс-24»
Широкополосное противодействие 1, 2 и 3 классам БпЛА на стационарных объектах.
Состоит из четырех модулей, размещаемых на мачтах или стенах строений, имеется возможность масштабирования.
Основные полосы подавления 300, 400, 500, 600, 700, 900, 1100, 1200, 1500, 2100, 2400, 2600, 3300, 4900, 5200, 5500, 5800 МГц.

#### Тактико-технические характеристики масштабируемого средства РЭБ «П-Макс-24»
| Наименование параметра                            | Величина      |
| ------------------------------------------------- | ------------- |
| Дальность подавления, м                           | 0 — 2000      |
| Сектор излучения по азимуту и по углу места, град | 60            |
| Напряжение питания, В                             | 220           |
| Потребляемая мощность, Вт                         | 6000          |
| Степень защиты                                    | IP65          |
| Диапазон рабочих температур, °С                   | от −15 до +40 |
| Габаритные размеры корпуса (Д×Ш×В), мм            | 4000×390×300  |
| Масса устройства, кг                              | 92            |

## Фотогалерея
- Турель радиоэлектронной борьбы П-Макс-8-АТ в песочном окрасе для Африканского корпуса
- Работа средство РЭБ П-Макс-17 в боевых условиях
- Средство РЭБ П-Макс-24 на НПЗ